# Brämaregårdens distrikt
Brämaregårdens distrikt är ett distrikt i Göteborgs kommun och Västra Götalands län. 
Distriktet ligger i nordvästra Göteborg på Hisingen.

## Tidigare administrativ tillhörighet
Distriktet inrättades 2016 och utgörs av en del av området som före 1971 utgjorde Göteborgs stad, i delen som före 1906 utgjort Lundby socken.
Området motsvarar den omfattning Brämaregårdens församling hade vid årsskiftet 1999/2000 och som den fick 1961 efter utbrytning ur Lundby församling.